# Slavia friulana
La Slavia friulana o anche Benecia (Sclavanie in friulano, Beneška Slovenija in sloveno, cioè letteralmente Slovenia Veneta) è una regione storico-geografica collinare e montuosa (Prealpi Giulie) del Friuli che si estende tra Cividale del Friuli e i monti che sovrastano Caporetto (in Slovenia), comprendendo parti delle Valli del Torre e del Natisone. La denominazione è dovuta alla popolazione slava insediatavisi dall'VIII secolo.

## Descrizione

### Denominazioni e ambito territoriale
Originariamente, alla metà del XIX secolo, il toponimo Slavia friulana indicava l'intera area slavofona del Friuli, cioè le valli del Natisone, di Resia, del Torre e dello Judrio. Alla fine di quel secolo, si iniziò a usare il nome di Slavia italiana, utilizzato tuttavia per pochi decenni perché già negli anni venti del Novecento si riesumò quello di Slavia friulana (utilizzato in alternativa a Slavia veneta): ciò fu dovuto all'esigenza di un toponimo più specifico perché, dopo l'allargamento a est dei confini italiani nel 1919, le terre slavofone soggette al regno d'Italia aumentarono considerevolmente e la definizione di Slavia italiana si rivelò pertanto inadeguata e fuorviante. Si noti però che da allora il nome di Slavia friulana fu generalmente adottato per indicare le sole Valli del Natisone.
È bene sottolineare che i primi etno-toponimi relativi a questa zona geografica avevano un'origine più antica. Infatti, già in epoca veneziana le Valli del Natisone componevano l'area detta ufficialmente Schiavonia, ricalcando quell'indicazione "in Sclavòns" usata precedentemente in età patriarchina per definire le località inserite nella gastaldia d'Antro, il cui territorio corrispondeva alle predette Valli (e questo è il motivo per cui, nei secoli XIII-XV l'area era comunemente detta Antro). Dai predetti etnotoponimi derivò il friulano Sclavanie.
In realtà, col termine "schiavoni" i veneziani si riferivano indistintamente a tutte le genti slavofone del proprio dominio, così come il medesimo etnotoponimo "Schiavonia" era usato per alcune località venete quali Casale sul Sile o la frazione di Schiavonia nel comune di Este, oltre alle vie Schiavonesca che si trovano in diverse località della provincia di Treviso. Un caso a sé è Porta Schiavonia a Forlì, al confine occidentale del centro storico, perché gli storici non sono in grado di ricostruire la genesi di tale antico nome.
Tornando alla realtà friulana, la denominazione Slavia italiana, coniata nel 1884 da Carlo Podrecca, è stata usata fino all'inizio degli anni venti del secolo successivo. Nel 1875, invece, lo storico sloveno Simon Rutar adottò il toponimo Slovenska Benečija, probabilmente per caricarlo di un valore nazionalistico. I due toponimi ottocenteschi hanno un'implicazione politico-ideologica.  In sloveno viene oggi usata la denominazione Beneška Slovenija (Slovenia veneziana), mentre in italiano è presente anche la versione Slavia veneta, termine coniato per definire il territorio dopo la sua conquista da parte della Repubblica di Venezia nel 1420.

## Etnie, lingue e dialetti
Sloveni
     Sloveni e Friulani

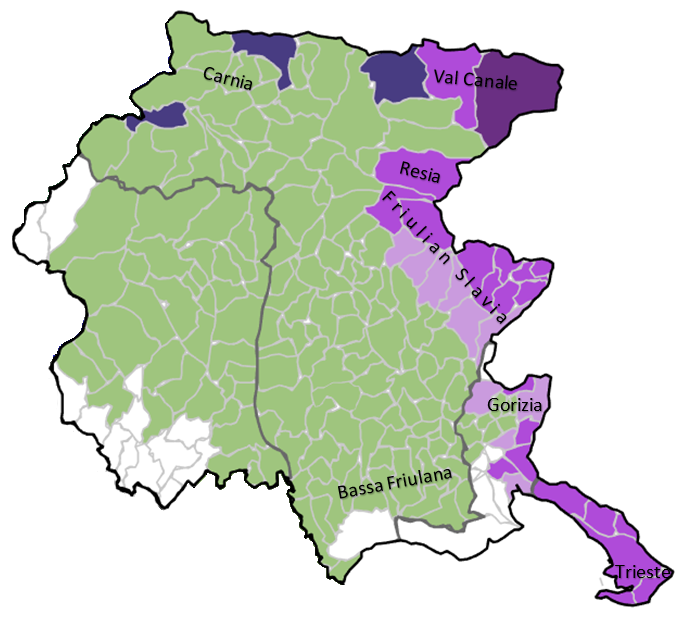
Minoranze linguistiche in Friuli Venezia Giulia —
Aree di insediamento delle comunità linguistiche minoritarie nella Slavia Friulana
Sloveni
Sloveni e Friulani

La Slavia friulana è caratterizzata dalla presenza di una comunità parlante la lingua slovena; in alcuni comuni considerati, oltre agli abitanti parlanti la lingua slovena, ci sono anche abitanti parlanti la lingua friulana.
Gli appartenenti alla comunità slovena sono concentrati prevalentemente nei comuni situati nella parte settentrionale e nella parte orientale della Slavia friulana; nei comuni situati nella sua parte sudorientale sono invece presenti sia appartenenti alla comunità slovena che appartenenti alla comunità friulana.
| Comuni della Slavia friulana con predominate presenza di parlanti la lingua slovena | Comuni della Slavia friulana con predominate presenza di parlanti la lingua slovena | Comuni della Slavia friulana con predominate presenza di parlanti la lingua slovena | Comuni della Slavia friulana con predominate presenza di parlanti la lingua slovena | Comuni della Slavia friulana con predominate presenza di parlanti la lingua slovena | Comuni della Slavia friulana con predominate presenza di parlanti la lingua slovena | Comuni della Slavia friulana con predominate presenza di parlanti la lingua slovena |
| Comune | Nediško                                                                             | Sloveno                                                                             | Totale abitanti censimento 1921                                                     | Abitanti sloveni censimento 1921                                                    | Totale abitanti (dicembre 2022)                                                     | Superficie (km²)                                                                    |
| --- | ----------------------------------------------------------------------------------- | ----------------------------------------------------------------------------------- | ----------------------------------------------------------------------------------- | ----------------------------------------------------------------------------------- | ----------------------------------------------------------------------------------- | ----------------------------------------------------------------------------------- |
| Drenchia | Dreka                                                                               | Dreka                                                                               | 1 349                                                                               | 1 343                                                                               | 97                                                                                  | 13,28                                                                               |
| Grimacco | Garmak                                                                              | Garmak                                                                              | 1 617                                                                               | 1 617                                                                               | 304                                                                                 | 14,50                                                                               |
| Lusevera | Bardo                                                                               | Bardo                                                                               | 2 672                                                                               | 2 672                                                                               | 596                                                                                 | 52,00                                                                               |
| Pulfero | Podbuniesac                                                                         | Podbonesec                                                                          | 1 662                                                                               | 1 659                                                                               | 833                                                                                 | 48,03                                                                               |
| San Leonardo | Svet Lienart o anche Podutana                                                       | Šentlenart                                                                          | 2 467                                                                               | 2 465                                                                               | 1 027                                                                               | 27,00                                                                               |
| San Pietro al Natisone | Špietar                                                                             | Špeter Slovenov                                                                     | 3 362                                                                               | 2 977                                                                               | 2 070                                                                               | 23,98                                                                               |
| Savogna | Sauodnja                                                                            | Sovodnje                                                                            | 1 905                                                                               | 1 905                                                                               | 357                                                                                 | 22,11                                                                               |
| Stregna | Srednje                                                                             | Srednje                                                                             | 1 784                                                                               | 1 784                                                                               | 288                                                                                 | 19,70                                                                               |
| Taipana | Tipána                                                                              | Tipana                                                                              | 3 376                                                                               | 2 328                                                                               | 566                                                                                 | 65,00                                                                               |
| Totale |                                                                                     |                                                                                     | 20 194                                                                              | 18 750*                                                                             | 6 138                                                                               | 285,60                                                                              |
| *Nota: Se si considerano anche i comuni della Slavia friulana, in cui i parlanti la lingua slovena convivono con i parlanti la lingua friulana (Montenars, Nimis, Attimis, Faedis, Torreano, Prepotto e Moimacco), i parlanti la lingua slovena, secondo il censimento del 1921, risultavano in totale 33 932. |                                                                                     |                                                                                     |                                                                                     |                                                                                     |                                                                                     |                                                                                     |

Secondo alcuni rientrerebbe nella Slavia friulana anche il comune di Resia, anch'esso in area linguistica slavofona ma con un idioma molto arcaico; è da ricordare che le località di Bergogna (Breginj) e Luico (Livek) erano inserite nella Schiavonia veneziana, dalla quale sono state smembrate in epoca napoleonica e fanno parte ora del comune di Caporetto in Slovenia. C'è inoltre chi considera nella Slavia Friulana anche il comune di Cividale del Friuli, ma l'appartenenza è contestata, poiché secondo il censimento del 1971, l'ultimo che registrava l'appartenenza linguistica, solo lo 0,9% della popolazione era slovena.
Della comunità slovena dell'Udinese fanno inoltre parte gli Sloveni della Val Canale presenti nei comuni di Pontebba, Malborghetto-Valbruna e Tarvisio entrati a far parte del Regno d'Italia dopo la prima guerra mondiale.

### Il riconoscimento di appartenenza alla minoranza slovena degli sloveni della Slavia friulana
I rapporti tra le Amministrazioni dello Stato e le comunità linguistiche minoritarie sono regolati a specifiche leggi:
- Legge Regionale n. 15/1996 (Norme per la tutela e la promozione della lingua e della cultura friulane e istituzione del servizio per le lingue regionali e minoritarie);
- La Legge n. 482/1999 (Norme in materia di tutela delle minoranze linguistiche storiche);
- Legge n. 38/2001 (Norme a tutela della minoranza linguistica slovena della regione Friuli-Venezia Giulia);
- Legge Regionale n. 26/2007 (Norme regionali per la tutela della minoranza linguistica slovena);
- Legge Regionale n. 29/2007 (Norme per la tutela, valorizzazione e promozione della lingua friulana).La legge di tutela della minoranza slovena (Legge 38/2001) ha consentito nel 2001 l’istituzione a San Pietro al Natisone dell’Istituto comprensivo statale con insegnamento bilingue sloveno-italiano, frequentato, nell’anno scolastico 2021/2022, da circa 240 bambini ed alunni della scuola elementare e media inferiore[9][10]

La Slavia friulana è caratterizzata dalla presenza di due comunità etno-linguistiche riconosciute dallo Stato: la comunità di madre lingua slovena e la comunità di madre lingua friulana.
Nel corso del lungo iter parlamentare che ha preceduto l'emanazione delle norme a tutela della minoranza linguistica slovena della regione Friuli-Venezia Giulia (Legge n. 38/2001), varie componenti locali e politiche si opposero all'estensione della legge nell'allora provincia di Udine, sostenendo che gli idiomi locali non appartengono all'area linguistica slovena, poiché la loro originaria antica lingua slava non deriverebbe dallo sloveno, essendo essi precedenti di oltre quattro secoli. Il famoso glottologo polacco Jan Baudouin de Courtenay ipotizzò che gli slavi del Natisone potessero addirittura avere delle componenti o un sostrato originari della cosiddetta area čakava, ossia serbo-croata, e che solo con l'evoluzione storica siano andati scemando; egli non escludeva che la provenienza potesse essere carantana . Si rimane tuttavia nel campo delle ipotesi, non essendoci testi antichi nelle lingue slave, andatesi differenziando nell'alto medioevo. Comunque, uno slavista di fama nazionale e nativo proprio di Vernasso, Bruno Guyon, propose nella prima metà del XX secolo una suddivisione linguistica nella vallata del Natisone, da una parte, e in quelle dell'Alberone, dell'Erbezzo e del Cosizza, dall'altra. Egli inoltre analizzò il sistema vocalico e consonantico delle due varianti locali, ravvisando un sostrato serbo antico nella variante della convalle del Cosizza e dell'Erbezzo.Per accennare alla rimanente zona slavofona del Friuli, anche la peculiarità dell'idioma resiano indicherebbe una evidente autonomia linguistica, frutto di un particolare percorso storico e del successivo isolamento della vallata.
A prescindere da tali considerazioni soggettive, gli slavisti considerano i dialetti parlati nelle valli della Slavia friulana dei dialetti della lingua slovena. In merito all’appartenenza di tali idiomi, l’Istituto per la lingua slovena presso il Centro di Ricerca Scientifica dell’Accademia Slovena della Scienza e dell’Arte di Lubiana ha dichiarato, nel 2019, che “i dialetti delle Valli del Natisone, delle Valli del Torre e della Val Resia si possono oggettivamente classificare tra i dialetti della lingua slovena”. Anche l’Associazione Italiana degli slavisti ha ribadito, in varie occasioni, che gli sloveni della provincia di Udine (Val di Resia, Valli del Natisone, e Valle del Torre e del Cornappo) parlano tre diversi dialetti sloveni, appartenenti, come i dialetti sloveni delle province di Gorizia e Trieste, al gruppo dei dialetti comunemente definiti del Litorale.

## Rappresentanza politica
Nei comuni della Slavia Friulana le rappresentanze politiche organizzate in liste civiche e le amministrazioni comunali sono attualmente per lo più di centrodestra. Solo a Drenchia, che ha 98 abitanti, il partito sloveno Slovenska Skupnost raggiunge percentuali apprezzabili, oltre il 10%. Nelle elezioni regionali in Friuli-Venezia Giulia del 2018 nei 9 comuni fu votato appena dal 2,87%, mentre nelle regionali 2023 solo il 2,33%.

## Storia

### Le vicende precedenti all'insediamento slavo
La presenza umana nelle Valli del Natisone risale al tardo paleolitico (circa 11.000 anni fa) ed era rappresentata da un'esile popolazione di cacciatori e raccoglitori seminomadi; nel neolitico nacquero i primi insediamenti stabili e i culti agrari di cui sopravvivono le antiche lastre sacre. Inserito nel sistema viario noto come via dell'ambra, i contatti di questo territorio con l'area friulano-istriana sono testimoniati dalla costruzione di un castelliere tra i fiumi Natisone e Alberone. Durante l'età del bronzo si diffusero in loco popolazioni indoeuropee. Innanzitutto i veneti, ai quali seguirono nell'età del ferro i celti carni.
Nel II secolo a.C., i romani conquistarono quest'area e l'antica via diretta verso il Norico costeggiante il fiume Natisone mantenne la sua importanza, collegando Aquileia all'Europa centrale attraverso una strada lastricata. Lungo la direttrice venne fondato Forum Iulii (poi diventato Cividale del Friuli). Nelle Valli del Natisone la presenza romana è testimoniata da alcuni toponimi e ritrovamenti archeologici: i resti del ponte romano di Broxas (a sud di San Pietro al Natisone), dove sono stati rinvenuti manufatti dell'epoca e un sarcofago; in diverse località sono venute alla luce monete ed altre testimonianze. All'epoca di Diocleziano, nacque quel sistema fortificato noto come Vallum Alpium Iuliarum in cui vennero inserite anche queste vallate. Dopo la caduta dell'Impero e i periodi visigoto e ostrogoto, nonché una probabile e breve dominazione dell'Impero romano d'Oriente, nel 568 qui giunsero i longobardi, che elessero Forum Iulii a capitale del loro primo ducato in Italia.

### Nascita della Slavia friulana

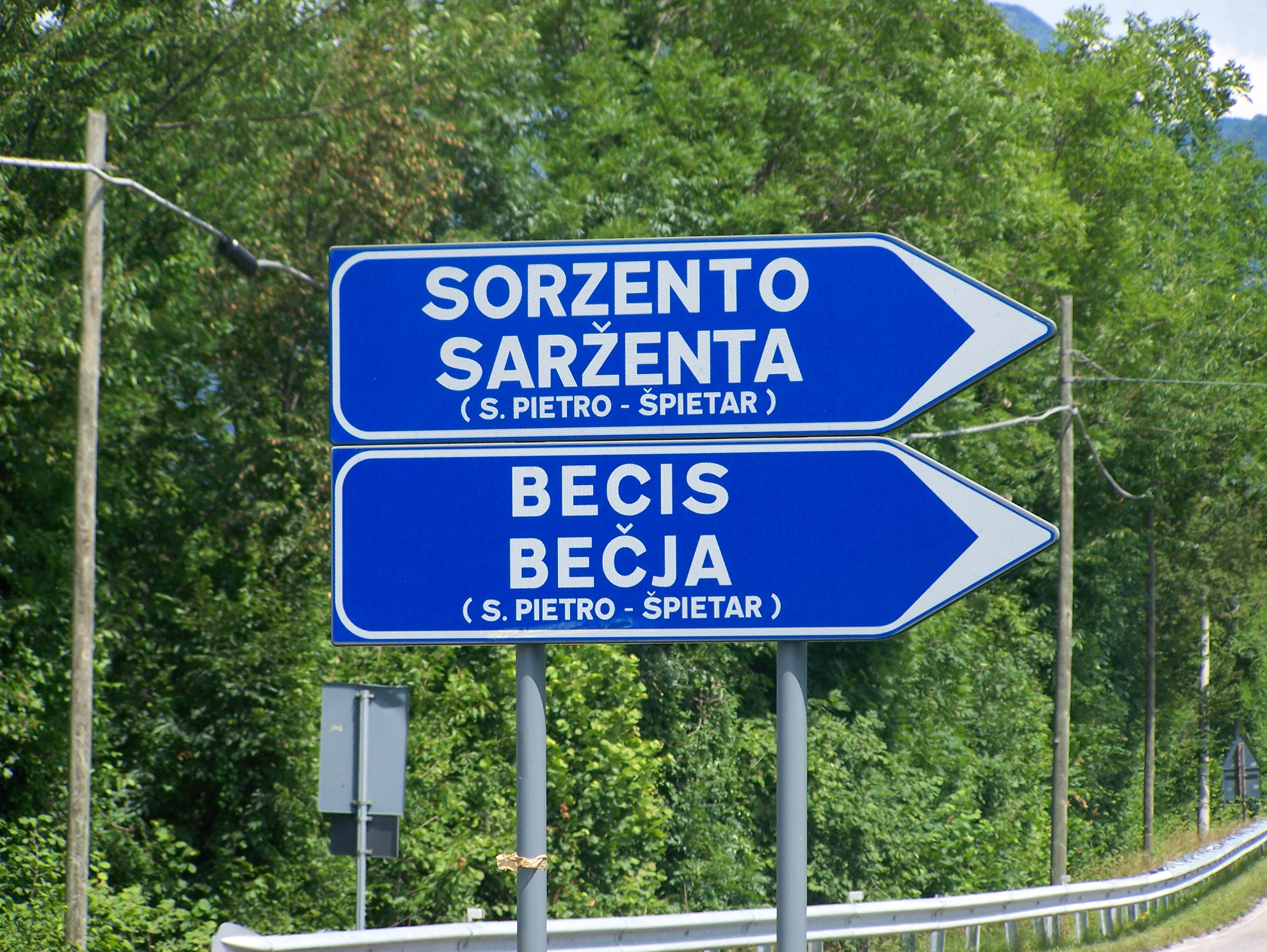
Segnaletica bilingue nel comune di San Pietro al Natisone.

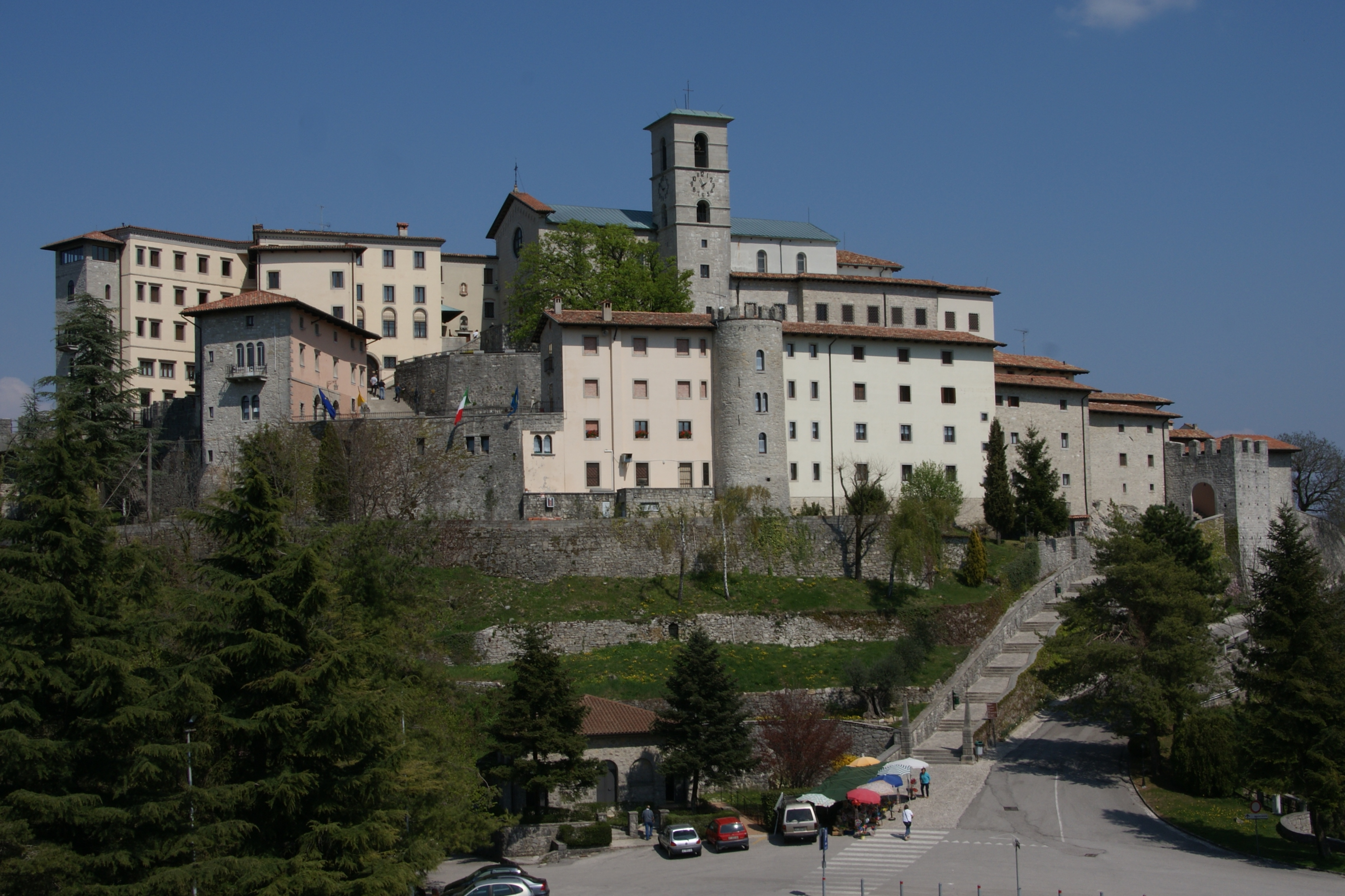
Santuario della Beata Vergine di Castelmonte

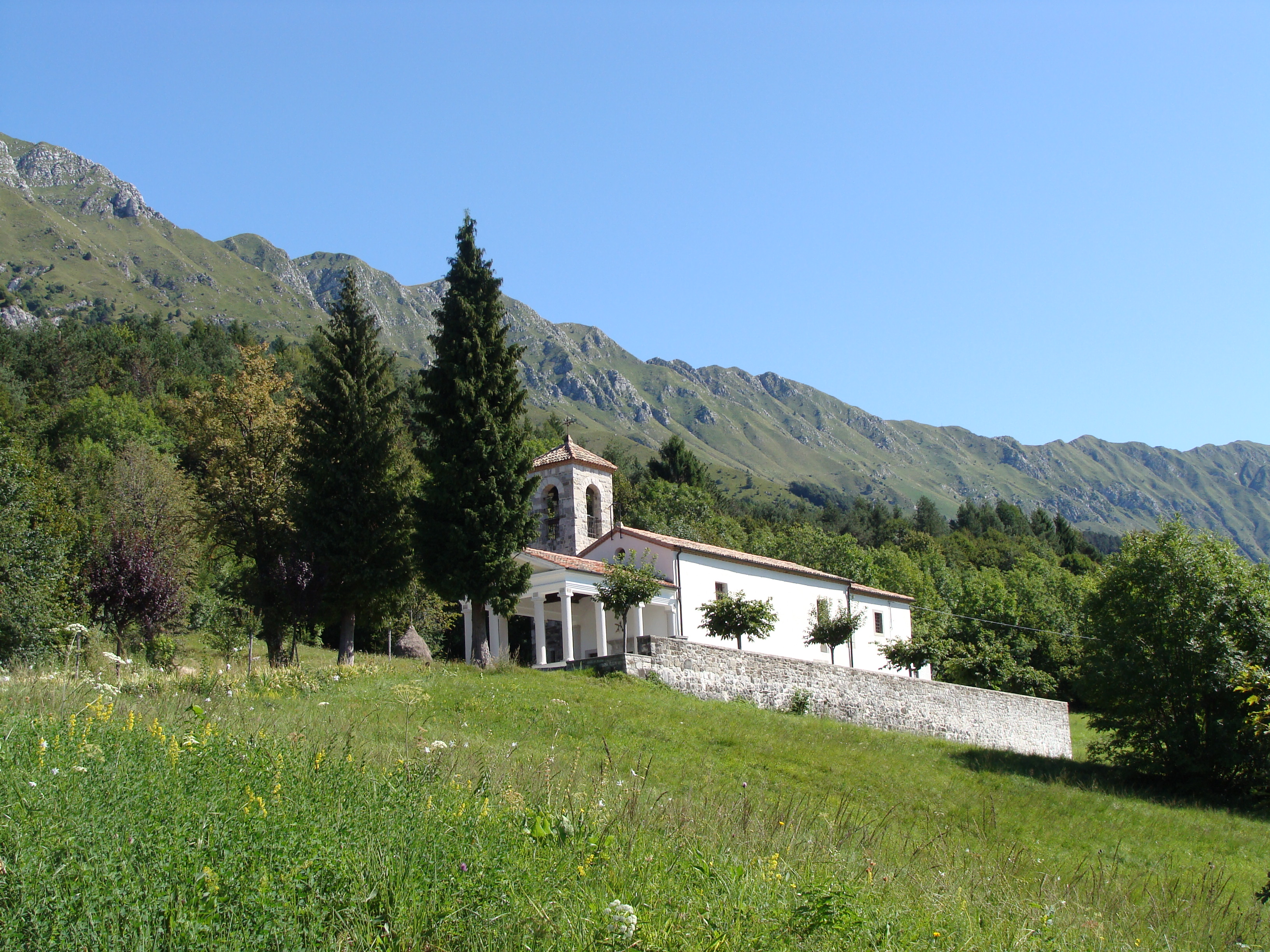
Santuario della Santissima Trinità/Sveta Trojica di Monteaperta/Viškorša

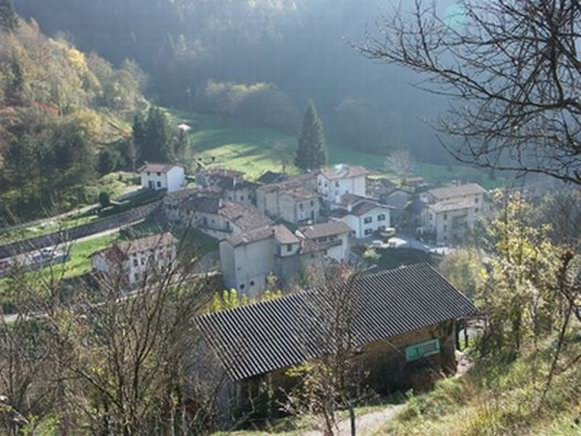
Drenchia

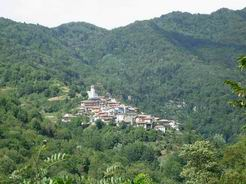
Grimacco

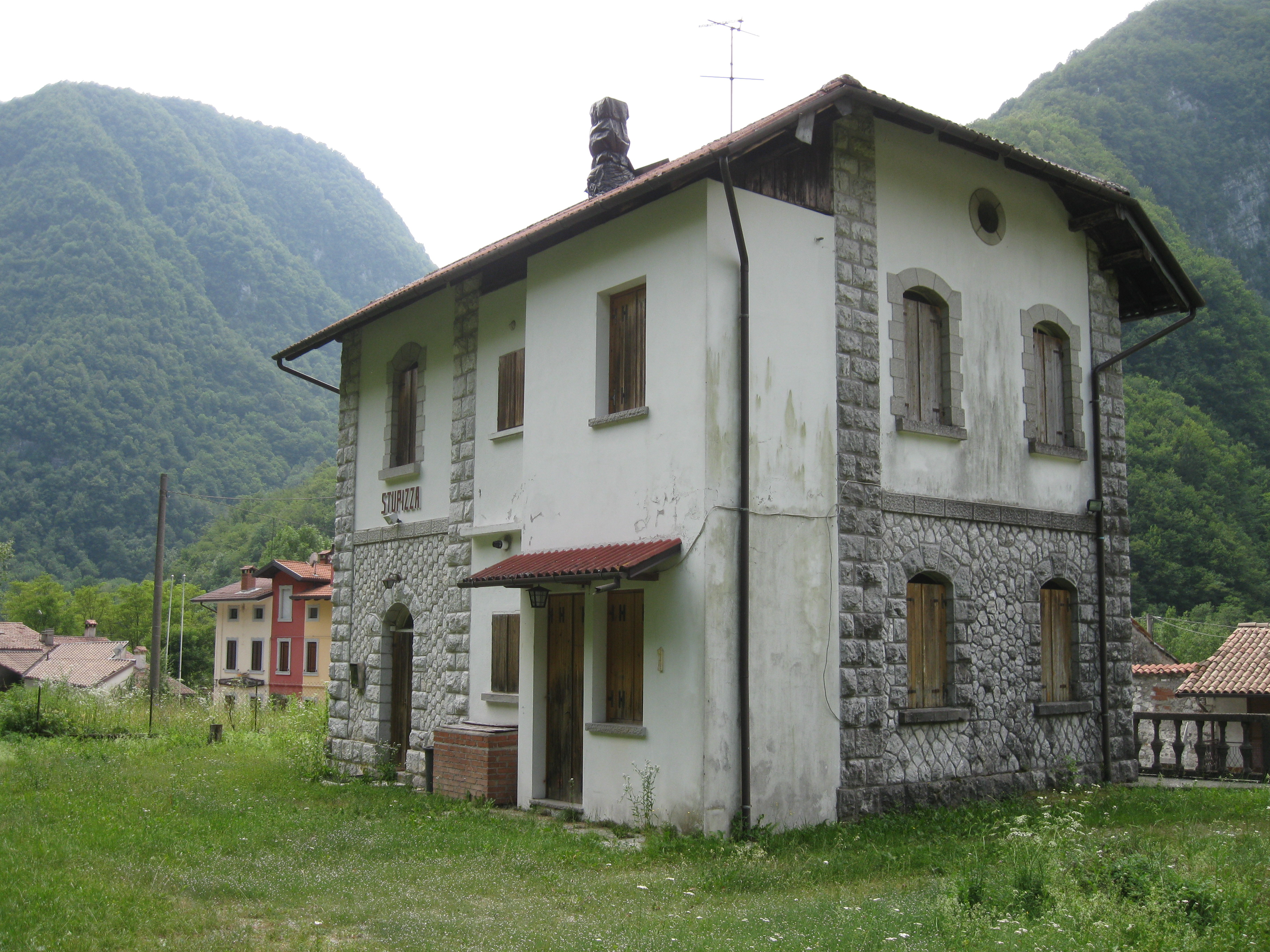
Pulfero

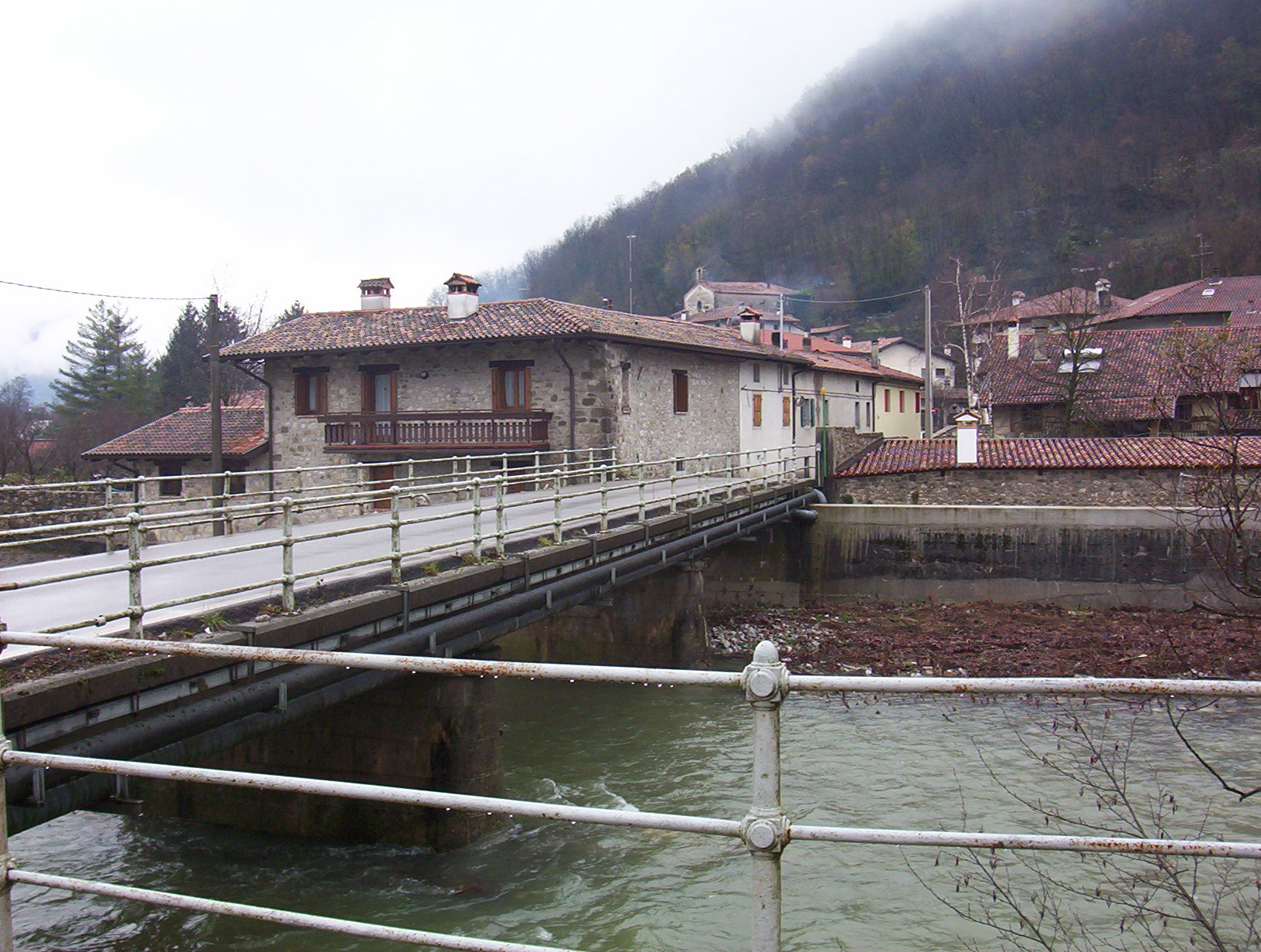
San Leonardo

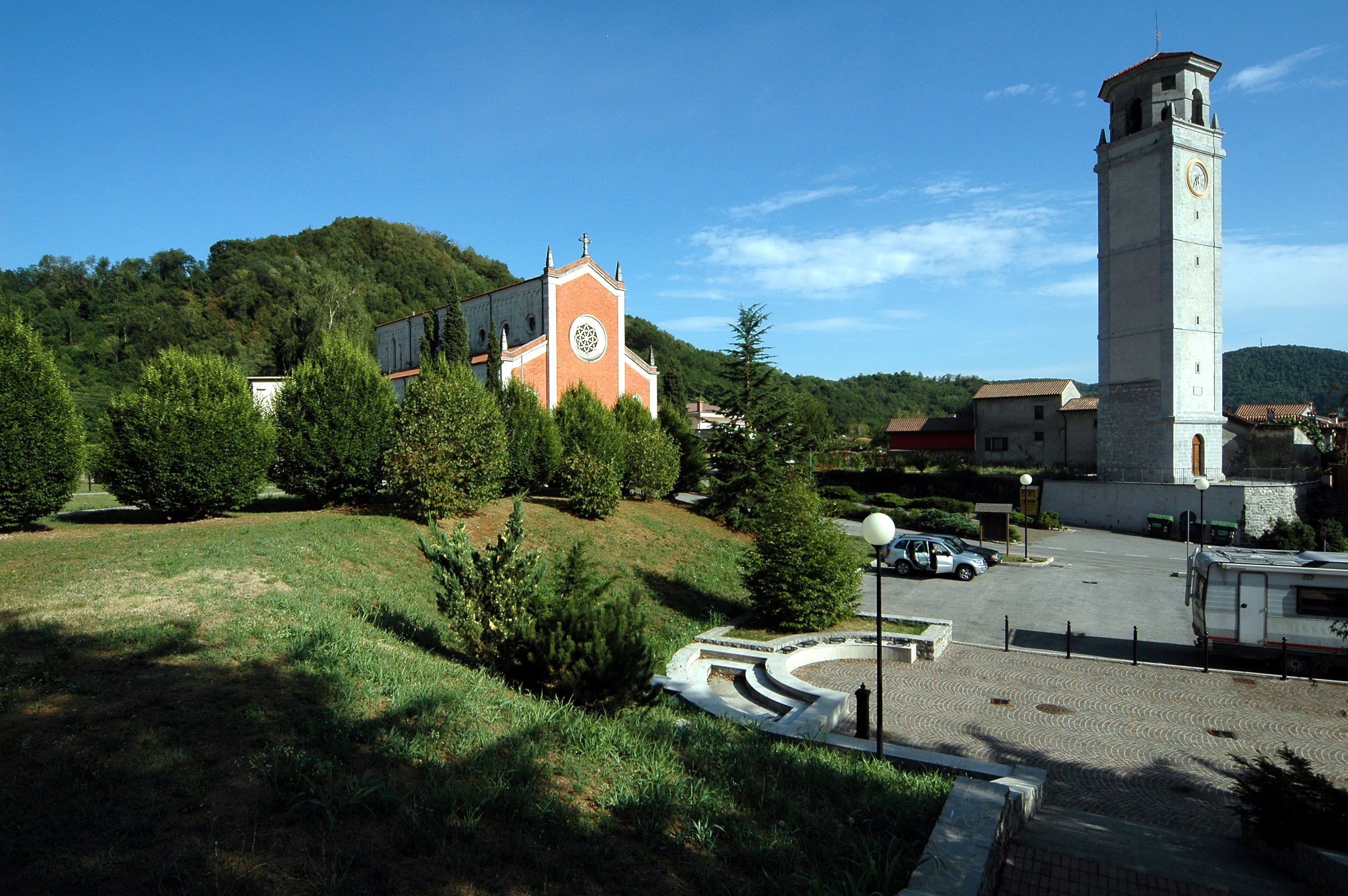
San Pietro al Natisone

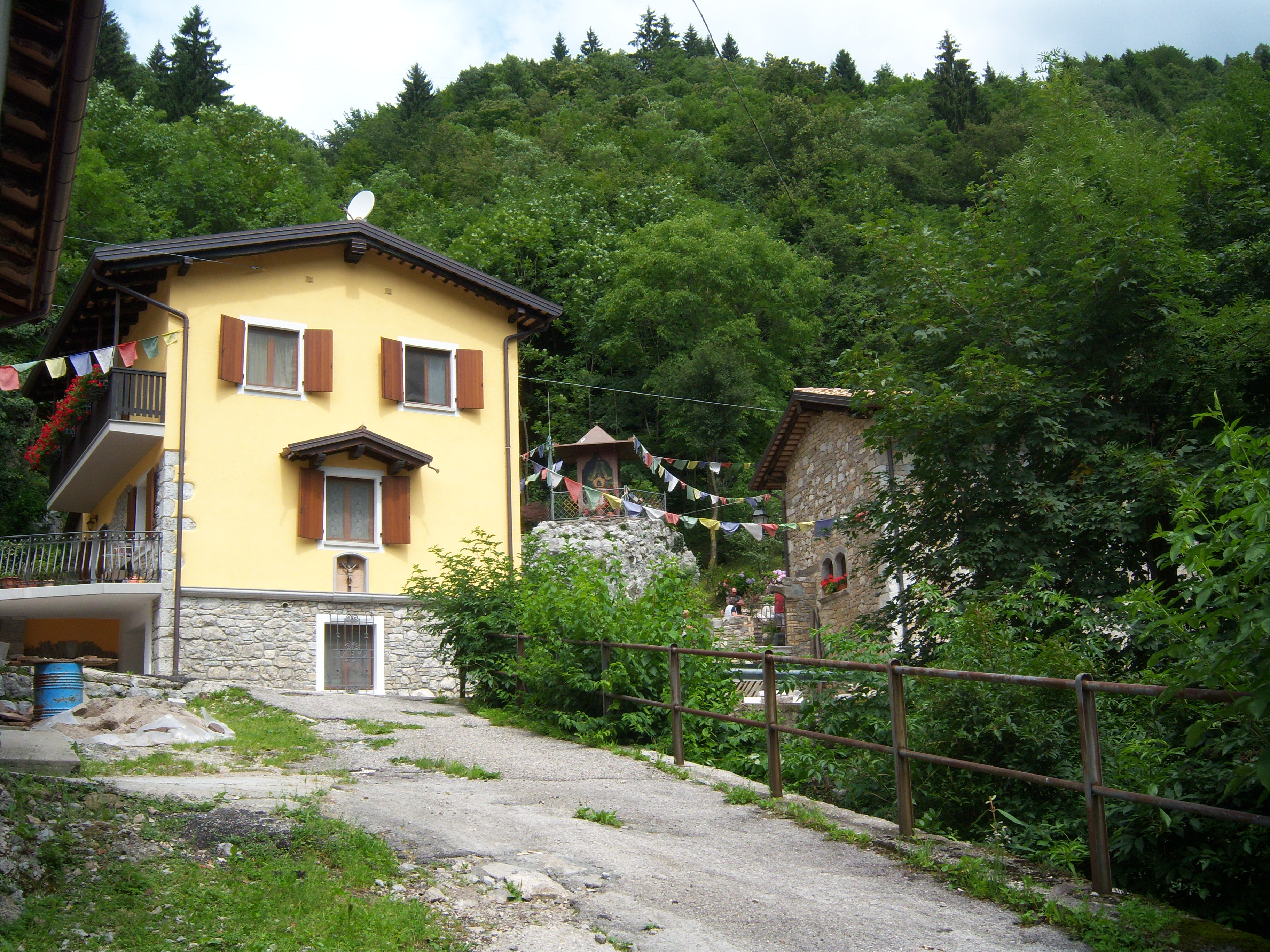
Savogna

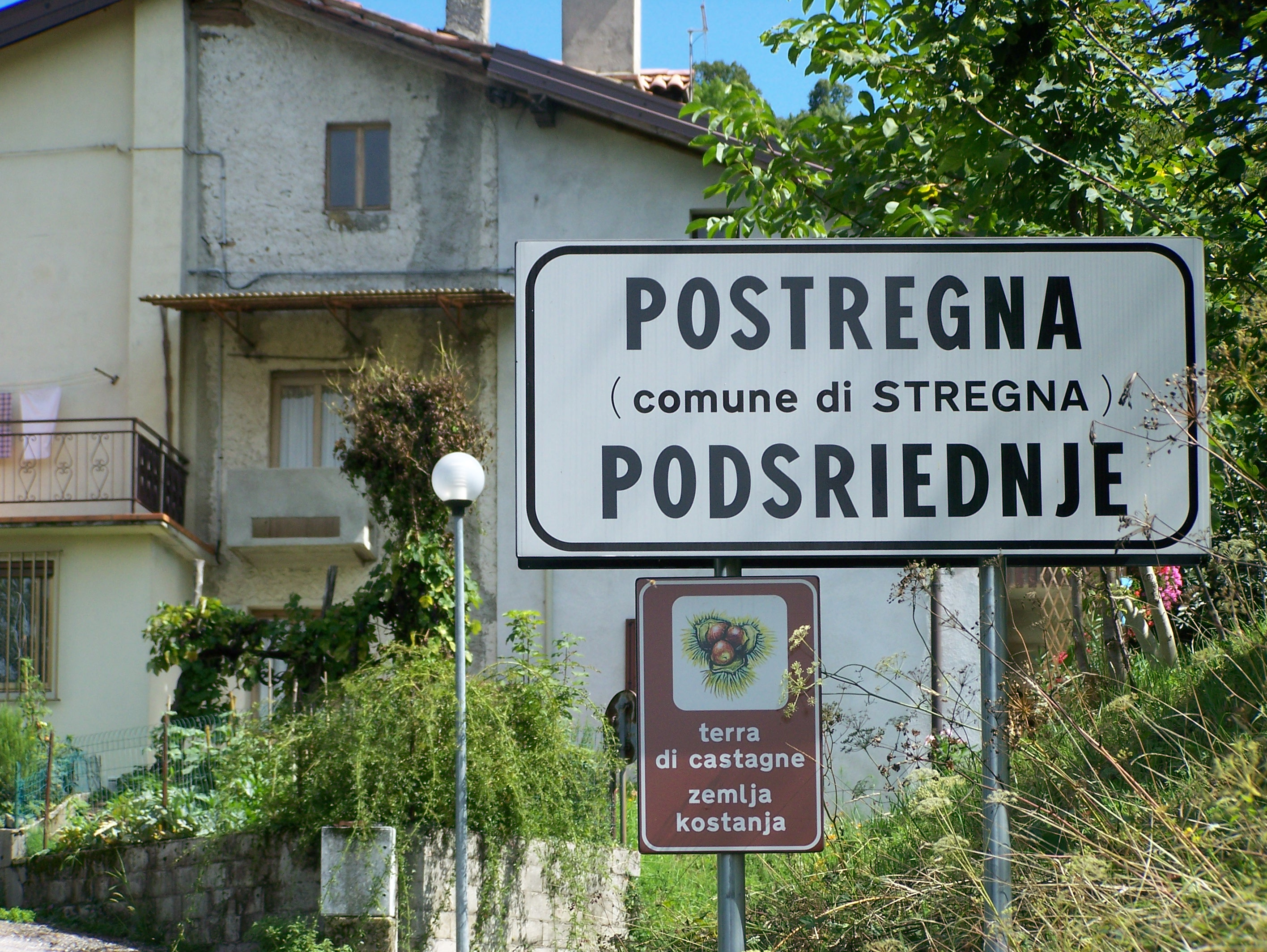
Stregna

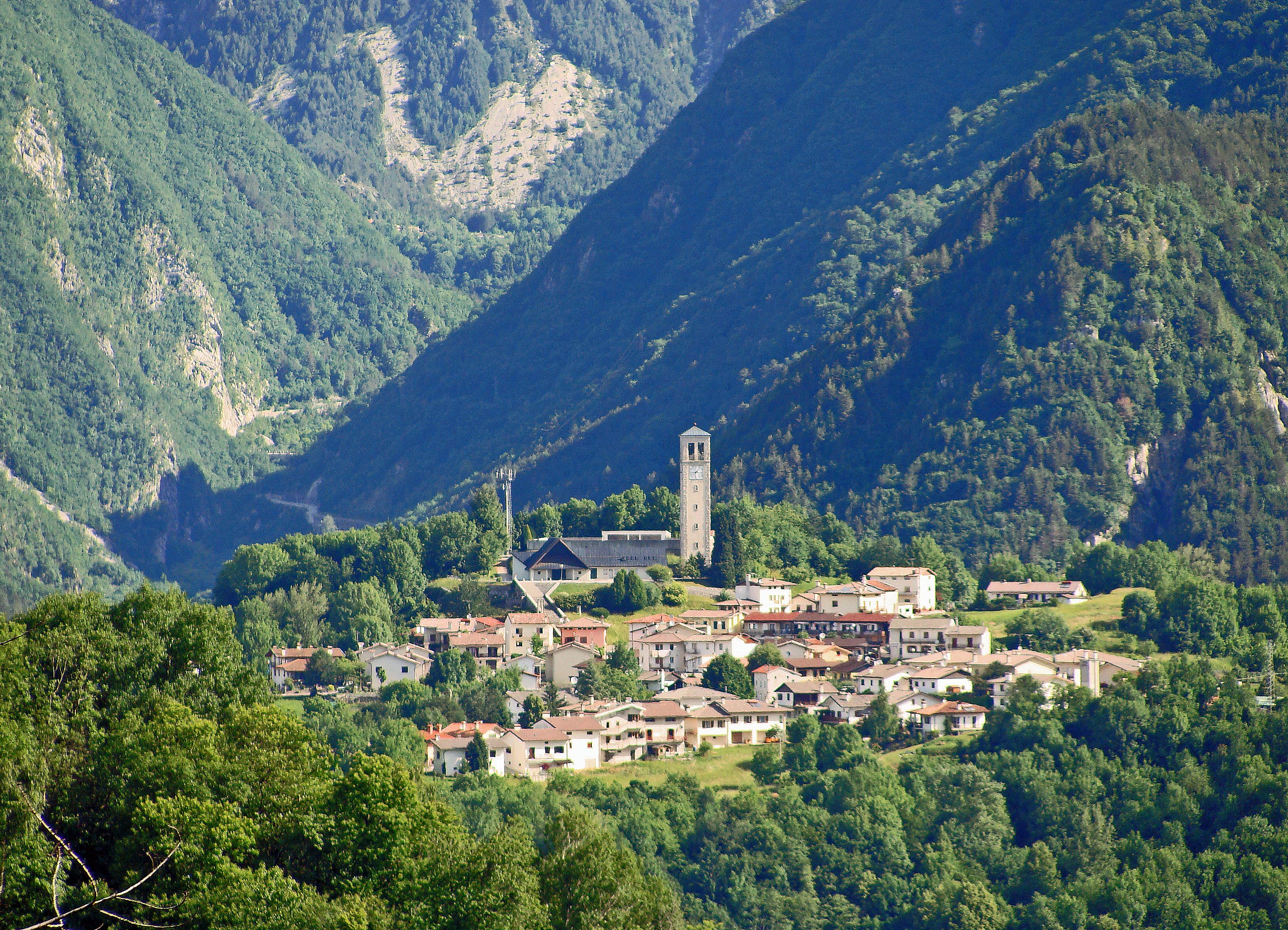
Lusevera

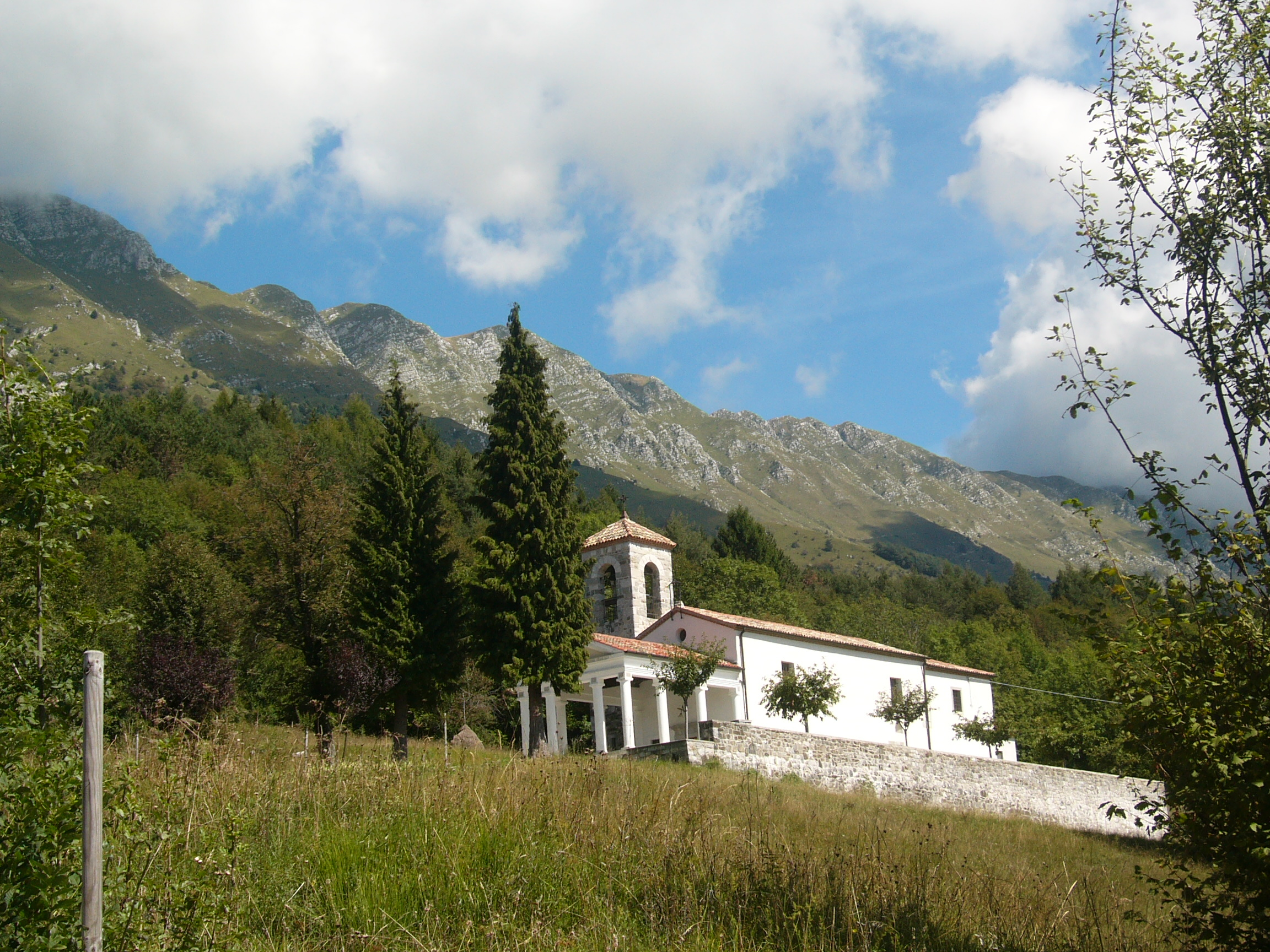
Taipana

L'arrivo degli slavi sulle sponde del fiume Natisone avvenne nel VII secolo in epoca longobarda ed è documentato dallo storico Paolo Diacono (battaglia di Broxas, cioè Ponte San Quirino, del 663 circa).
(Paulus Diaconus, Historia Langobardorum, Liber V)
 I primi insediamenti di popolazione slava sono invece inquadrabili all'inizio dell'VIII secolo (battaglia e pace di Lauriana -località individuata da Trinko in Lavariano e da Bonessa più verosimilmente nella zona di Mersino- avvenute nel 720 circa). Gli slavi dovettero originariamente stabilirsi nella sola valle del Natisone, assimilando la precedente popolazione romanza senza tuttavia esprimere per secoli una propria classe dirigente. Essi si convertirono al Cristianesimo probabilmente per l'opera missionaria dei patriarchi di Aquileia che dal 730 stabilirono la loro sede a Cividale. 
Allargando l'orizzonte a tutte le popolazioni slave presenti in Friuli, non ci sono elementi che documentino un inquadramento cronologico degli altri insediamenti nelle altre valli del Natisone, in quelle del Torre e dello Judrio (piuttosto affini agli slavi del Natisone) e nella val di Resia. Non è da escludere che in alcune di queste zone si verificarono insediamenti di popolazioni provenienti da altre aree come indicherebbe il sostrato linguistico serbocroato antico in alcune di queste comunità.
Qualcuno ha ipotizzato che nella pianura friulana alcuni loro insediamenti si sarebbero originati in seguito alle incursioni ungare del X secolo, anche se è più probabile che ciò fosse avvenuto in piena età patriarchina (dal secolo XI in poi), ma in ogni modo i gruppi slavi della pianura vennero assimilati culturalmente dalla popolazione friulana rimanendone solo la memoria toponomastica. Questa ipotesi si rivela del tutto improbabile non solo per un'inesistente documentazione riguardante incursioni ungare ivi avvenute, ma anche perché le direttrici seguite dai magiari (provenienti dalla Pannonia) riguardavano il Carso e il Collio, mentre le zone montane, ubicate più a nord, erano percorse da migrazioni o incursioni provenienti dalla Carinzia.

### Il Patriarcato d'Aquileia e la Repubblica di Venezia
Probabilmente già in epoca longobarda ebbe origine la gastaldia d'Antro, che includeva le popolazioni delle varie vallate del Natisone; nell'XI secolo, la suddetta gastaldia di Antro, ovvero l'organismo territoriale in cui erano comprese le valli del Natisone, dell'Alberone, del Cosizza e dell'Erbezzo, divenne un bene personale dei Patriarchi di Aquileia e ciò fino al 1420 quando il Patriarcato fu conquistato dalla Serenissima Repubblica di Venezia. Il territorio veniva concesso in appalto a un gastaldo che aveva il compito di amministrarne gli aspetti fiscali e giudiziari oltre a fornire gli armati richiesti dai patriarchi. Principale edificio era il castello patriarcale di Antro (nell'idioma locale: Landar, dal friulano Landri), di cui restavano le sole rovine.
Nei secoli XIII e XIV, l'area fu coinvolta nelle vicende belliche del patriarcato, caratterizzato da guerre intestine in cui erano protagonisti potenti feudatari quali i conti di Gorizia e i Villalta-Urusbergo, e comunità quale Cividale. Nel XV secolo la Serenissima concedette a tutti gli schiavoni una serie di privilegi fiscali e una forte autonomia amministrativa e giudiziaria, in virtù del fatto ch'essi abitavano in zone particolarmente impervie ed avevano il compito di sorvegliare i cinque passi che portavano nella valle dell'Isonzo e dello Judrio: Pulfero, Luico, Clabuzzaro, Clinaz e San Nicolò.

### I privilegi in epoca veneziana
Il territorio della gastaldia di Antro era suddiviso nelle due convalli di Antro e di Merso. I loro organismi giudiziari erano le banche (ossia tribunali) istituite nel XVI secolo e ciascuna con 12 giudici popolari secondo un antico uso veneziano, che si riunivano attorno alle lastre o tavoli di pietra come praticato in varie aree dell'Italia settentrionale e nei paesi tedeschi. A tal proposito, ad Antro venne impiegata all'uopo un'antica lastra protostorica ricca di incisioni magico religiose. La prima "banca" si riuniva ad Antro (oggi Biacis) e a Tarcetta, la seconda a Merso inferiore e ad Azzida. Durante le sedute, dette praude, il gastaldo assisteva come garante. Per brevità, possiamo dire che esse avevano la funzione di tribunale di primo grado mentre gli appelli si effettuavano presso l'altra banca e in ultima istanza al provveditore di Cividale. Potevano giudicare "in civile, criminale e criminalissima" ovvero potevano giudicare anche in caso di omicidio e comminare anche la pena di morte che nel caso veniva praticata per impiccagione presso la chiesa di San Quirino. L'autonomia giudiziaria valeva comunque per circa la metà del territorio, essendo il restante concesso in feudo a nobili friulani per lo più cividalesi che comunque spesso avevano competenze in casi di "bassa giustizia" così come le vicinie paesane, composte dai capifamiglia di uno o più villaggi che erano chiamate a comporre le controversie tra i "vicini" venendo talvolta definite impropriamente loro stesse come "banche" (si veda il caso della cosiddetta "banca" di Drenchia, con sede a Costne di Grimacco).
Per quanto riguarda l'amministrazione della cosa pubblica vi era un sistema elettivo che partiva dal basso e la sua istituzionalizzazione è di inizio Cinquecento. Alla base c'erano i "comuni", che avevano proprie vicinìe (cioè le assemblee dei capifamiglia di più villaggi, esistenti già in tutto il mondo antico); a capo di esse c'erano i "decani" che, a loro volta, eleggevano due "sindici": uno per la contrada di Antro e uno per quella di Merso. I decani si riunivano per trattare problemi comuni nell'arengo di ciascuna convalle e tutti insieme nella  "vicinìa grande" o "arengo" nei pressi della chiesa di San Quirino (San Pietro al Natisone). Gli obblighi militari, invece, riguardavano la guardia dei confini con la fornitura di 200 uomini, nonché la sorveglianza di alcune porte di Cividale e la costruzione della fortezza di Palma.
Molte tasse gravanti su tutta la repubblica vennero qui abolite, così come l'area non fu soggetta al taglio di alberi destinati alla flotta veneziana. Con la successione della contea di Gorizia a favore degli Asburgo (1500) e la guerra di Venezia contro la Lega di Cambrai e quindi l'Impero (1508-1515), dopo il trattato di Noyons la Schiavonìa si trovò a ridosso del confine con l'Impero e ne ebbe a soffrire pesanti conseguenze commerciali ed economiche. Per compensare Cividale della perdita del Tolminotto e delle miniere di mercurio d'Idria la gastaldia d'Antro venne unita a quella di Cividale. Durante la guerra di Gradisca (1615-1617) gli schiavoni furono coinvolti nella difesa del territorio e in alcuni combattimenti.

### Napoleone, l'Austria e l'Italia
I privilegi della Slavia cessarono assieme alla Serenissima nel 1797 e il passaggio del territorio veneziano all'Impero Asburgico; la situazione peggiorò ulteriormente durante il periodo napoleonico (1805-1813) quando furono abolite le vicinie, gli arenghi e le banche e furono istituiti otto comuni; questo sistema fu confermato dagli austriaci. Nel 1866, dopo la Terza guerra d'indipendenza italiana, l'Austria cedette il Veneto e il Friuli e la Slavia passò sotto il Regno d'Italia. 
Sin dal 1848 i discendenti degli antichi slavi sostennero unanimemente il processo di unificazione, in virtù del legame con la Serenissima che aveva garantito loro una forte autonomia. In particolare dopo la presa di Roma del 1870, si definirono due diverse prese di posizione in ambito politico e nazionale: così come buona parte della classe politica locale (Cucavaz, Musoni, Sirch e altri) era fortemente filo italiana, buona parte del clero divenne invece filo slovena e anti italiana perché ravvisava nel nuovo regno uno Stato sacrilego e responsabile dello spodestamento del papa re.
Il periodo italiano si contraddistinse in una serie di iniziative di carattere sociale quali la fondazione di parecchie scuole elementari, l'Istituto magistrale, una Società Operaia di ispirazione mazziniano-garibaldina, un Comizio agrario nato con la finalità di diffondere cultura tecnica tra gli agricoltori e gli allevatori. A questo si aggiunsero i primi interventi viari con la sistemazione delle strade, malgrado parecchie aree montane videro il loro isolamento plurisecolare perdurare un po' più a lungo. 
I politici irredentisti friulani, quali Pacifico Valussi e Giovanni Marinelli, propugnarono uno sviluppo dell'artigianato, dell'economia, della cultura e delle infrastrutture e purtroppo le polemiche ideologiche del periodo ad essi successivo hanno mistificato ingiustamente l'opera di tali uomini, che rispettarono la connotazione slavofona di quelli che definivano i "nostri slavi" così come nel 1848 Daniele Manin si rivolgeva ai "fratelli slavi" del distretto di San Pietro degli Schiavoni, mentre non vedevano di buon occhio gli sloveni filo austriaci del goriziano.
Il distretto di San Pietro al Natisone (come si chiamarono ufficialmente le Valli del Natisone) fu pesantemente coinvolto dal primo conflitto mondiale, in particolare con la disfatta di Caporetto del 1917. Durante il dopoguerra si irrobustirono le infrastrutture tra cui la ferrovia Cividale-Caporetto.
Nel 1933 il fascismo proibì a livello nazionale l'uso di tutti gli idiomi che non fossero la lingua italiana. Alcuni rappresentanti del clero locale vi si opposero con decisione, ma dovettero adeguarsi (salvo eccezioni nelle aree montane) anche perché non sostenuti dall'arcivescovo Giuseppe Nogara né dal Vaticano.
Durante la seconda guerra mondiale, a partire dal 1942, il territorio divenne zona di operazioni delle formazioni partigiane slovene. Dopo l'8 settembre 1943 si formò la Repubblica di Kobarid-Caporetto che comprendeva anche le Valli del Natisone e che fu attiva fino ai primi giorni di novembre, quando il territorio fu occupato dall’esercito tedesco nazista, sostenuto da militari della Repubblica Sociale Italiana, e inglobato fino alla fine della guerra nella Zona d'operazioni del Litorale adriatico. La popolazione civile dovette subire violenze e angherie d'ambo le parti.
Dopo la seconda guerra mondiale nella Slavia si aprì la questione della definizione dei confini e si inasprì la dualità politico-identitaria. Chi all'epoca della guerra fredda si considerava di nazionalità slovena veniva identificato come filo-jugoslavo e comunista. Parte della popolazione locale, invece, si autodefiniva slavofona ma italiana; non ricercò quindi la protezione linguistica della quale godettero invece gli sloveni delle province di Gorizia e Trieste, storicamente e culturalmente molto più legati alla Slovenia. 
Il clero sloveno da parte sua riprese l'uso della lingua slovena nelle chiese e si adoperò per il riconoscimento dei diritti culturali delle loro comunità. Anche le forze di sinistra si impegnarono per la tutela della lingua slovena, mentre la Democrazia Cristiana, partito di maggioranza assoluta nella Slavia, assunse una posizione opposta sulla questione linguistica.
Le organizzazioni segrete in funzione anticomunista e anti jugoslava (Organizzazione O, Terzo corpo volontari della libertà) che poi sfociarono nell'organizzazione Gladio ebbero nella Slavia numerosi affiliati, per lo più membri del corpo degli Alpini, impiegati statali, ex fascisti e appartenenti alle forze armate della Repubblica di Salò.